# Wales (Alaska)
Wales (in Lingua inuit Kiŋigin; in italiano Galles) è una città dell'Alaska, Stati Uniti. Al censimento del 2010 la popolazione rilevata è stata di 145 persone. Si trova nella penisola di Seward ed è la città più occidentale di tutto il continente americano, essendo situata presso capo Principe di Galles sullo stretto di Bering davanti al villaggio russo di Uėlen.

### Evoluzione demografica

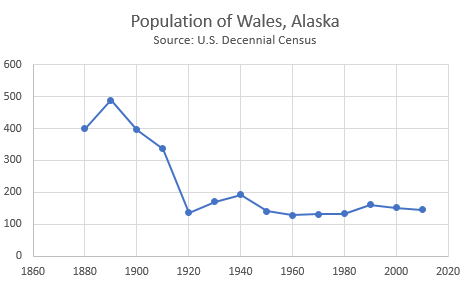
Andamento della popolazione di Wales dal 1880 al 2010